# Каменноборский сельсовет
Каменноборский сельсовет — упразднённая административная единица на территории Березинского района Минской области Республики Беларусь.

## Состав
Каменноборский сельсовет включал 9 населённых пунктов:
- Буда — деревня.
- Васильевка — деревня.
- Вязькутин-2 — деревня.
- Голынка — деревня.
- Дубровка — деревня.
- Каменный Борок — деревня.
- Людвиково — деревня.
- Матевичи — деревня.
- Мостище — деревня.